# Wilbert Vere Awdry
Wilbert Vere Awdry (Ampfield (Hampshire), 15 juni 1911 – Stroud (Gloucestershire), 21 maart 1997), publicerend als Rev. W. Awdry, was een Brits predikant, treinenliefhebber en auteur van jeugdliteratuur. Zijn grootste bekendheid kreeg hij als schepper van The Railway Series, die onder de titel Thomas the Tank Engine, in het Nederlands vertaald als Thomas de stoomlocomotief, wereldberoemd werden.

## Levensloop
Awdry was de zoon van een predikant en studeerde aan de Universiteit van Oxford. Hij werd in 1936 ook zelf Anglicaans dominee. In 1938 trouwde hij met Margaret Wale. Twee jaar later kreeg hij een Anglicaanse gemeente in Kings Norton bij Birmingham.
De personages die hem over de hele wereld bekendheid zouden geven, en de eerste verhalen waar ze een rol in speelden, bedacht hij in 1942 om zijn zoon Christopher te vermaken die de mazelen had. Het eerste boek ('The Three railway engines') werd gepubliceerd in 1945 en toen Awdry in 1972 stopte met schrijven, telde de serie over de spoorwegen zesentwintig boeken. Vervolgens schreef zijn zoon Christopher een vervolgserie van veertien boeken. Het zijn verhalen waarin sprekende locomotieven en wagons als personages optreden, op het fictieve eiland Sodor.
Zijn enthousiasme voor treinen en spoorwegen ging verder dan zijn publicaties. Awdry was betrokken bij de bescherming van historische spoorlijnen en hij bouwde modelspoorwegbanen die op tentoonstellingen door het land te zien waren. Na zijn emeritaat in 1965 verhuisde hij naar Stroud in Gloucestershire. In 1996 werd hij onderscheiden met de benoeming tot OBE (Officier in de Orde van het Britse Rijk). Awdry stierf thuis op 85-jarige leeftijd.
Van Thomas the Tank Engine & Friends (na 2003 Thomas & His Friends) werd voor ITV een televisieserie gemaakt door Britt Allcroft. Hiervan werd een Nederlandse vertaling gemaakt met Erik de Zwart als verteller.
- Bibsys: 90230882
- Biblioteca Nacional de España: XX841159
- Bibliothèque nationale de France: cb13080112h (data)
- CiNii: DA03295807
- Gemeinsame Normdatei: 1035784823
- International Standard Name Identifier: 0000 0000 8299 0909
- Library of Congress Control Number: n84114644
- MusicBrainz: 0e6a0a9b-206f-40cc-9e70-cb49dffd283c
- Bibliotheek van het Japanse parlement: 00431949
- Nationale Bibliotheek van Tsjechië: xx0010566
- Nationale bibliotheek van Australië: 35187359
- Nationale Bibliotheek van Israël: 987007308232705171
- Nederlandse Thesaurus van Auteursnamen: 07226828X
- Istituto Centrale per il Catalogo Unico: RAVV096794
- Système universitaire de documentation: 057387508
- Museum of New Zealand Te Papa Tongarewa: 48235
- Trove: 857085
- Virtual International Authority File: 110337069
- WorldCat: E39PBJqBwmXB6PkvcwxQckrQbd